# پارمنیدس
پارمنیدس شاعر و فیلسوف پیشاسقراطی بود. غالباً گفته می‌شود که پارمنیدس علم منطق را ابداع کرده‌است ولی آنچه او واقعاً ابداع کرده‌است، علم مابعدالطبیعه مبتنی بر منطق بود.

## زندگی
پارمنیدس در الئا واقع در جنوب ایتالیای امروز، بین سال‌های ۵۱۵–۵۴۰ ق. م به‌دنیا آمد و حدود سال‌های ۴۴۶–۴۷۰ ق. م درگذشت.
ظاهراً او مردی اشراف‌زاده بوده و در قانون‌گذاری شهرش الئا، سهیم بوده‌است. پارمنیدس همچنین به طبیب چهارم معروف است.
اگرچه دیدگاهی وجود دارد که کسنوفانس را بنیان‌گذار مکتب الئا دانسته‌است، اما به‌دلیل نبودن شواهد کافی، عمدتاً پارمنیدس را بنیان‌گذار مکتب الئا می‌دانند.

## شیوه تدریس و نگارش
برخلاف هراکلیتوس که مبهم و رازوار سخن می‌گفت، پارمنیدس به فهم افراد از افکارش بسیار اهمّیّت می‌داد. وی اندیشه‌های فلسفی خود را به نظم کشید. این اشعار مشتمل بر یک «مقدمه» و دو بخش به نام‌های «راه حقیقت» (way of truth) و «راه ایمان یا عقیده» (way of belief or opinion) می‌باشد.

## آراء

### معرفت‌شناسی
پارمنیدس عقل را تنها منبع شناخت برای بشر می‌دانست و منکر نقش حواس در شناخت بود.

### مابعدالطبیعه
پارمنیدس نیز همچون فلاسفهٔ پیش از خود، مجذوب این پرسش شده بود که بنیاد جهان چیست. پارمنیدس نخستین فیلسوفی است که در پاسخ به این پرسش، «وجود» یا «موجود»، (being) را به عنوان بنیاد و اصل معرفی می‌کند.
وجود علتی ندارد، همیشه بوده و تا همیشه خواهد بود. نه از وجود برمی‌خیزد و نه از لاوجود. پارمنیدس در این باره می‌گوید:
- «چه پیدایشی برای موجود جستجو خواهی کرد؟ چگونه و از کجا پرورده شده؟ اجازه نخواهم داد که بگویی یا بیندیشی که از ناهستنده پدید آمده‌است.»[۲]

به نظر پارمنیدس، از آنجا که وقتی می‌اندیشیم دربارهٔ چیزی می‌اندیشیم، و وقتی که نامی را به کار می‌بریم، آن نام متعلق به چیزی است؛ پس لازمست که هم اندیشه و هم زبان موضوعاتی خارج از خود داشته باشند؛ و چون می‌توانیم در هر زمان که بخواهیم دربارهٔ چیزی بیندیشیم، یا از چیزی نام ببریم، پس هرچه بتواند اندیشیده شود، یا درباره‌اش سخنی گفته شود، باید در هر زمانی وجود داشته باشد؛ یعنی اندیشه تنها به هستی تعلق می‌گیرد و هستی نیز که در زمان نامتناهی است. در نتیجه تغییر و تغیٌر نمی‌تواند صورت بگیرد؛ زیرا که تغییر به وجود آمدن و از میان رفتن چیزهاست.
«نیستی» و «نبودن» وجود ندارد. هرآنچه هست، فقط «هستی» و «بودن» است. «شدن» در برابر «بودن»، به معنای «نبودن» و سرباز زدن از بودن است؛ و این منطقاً محال است. حرکت نیز به همین دلیل ناممکن است، چرا که لازمهٔ حرکت، بودن فضای تهی یا خلأ است تا جسم بتواند در آن حرکت کند. اما خلأ که بنا به تعریف، نیستی است و ممکن نیست وجود داشته باشد. پس امکان ندارد که حرکت وجود داشته باشد. پارمنیدس می‌گفت لازمهٔ تعریف تغییر و حرکت، تعریف چیزی است که وجود ندارد و این کار منطقا محال است.
پس عالم حس هم که بنا به تعریف در تغییر و جنبش است، وجود ندارد و فریب و سرابی بیش نیست. تنها چیزی که بودنش منطقاً ممکن است، هستی محض است.
پارمنیدس اما وجود و هستی را مادی؛ و در مکان متناهی می‌دانست و آن را به شکل یک کره در نظر می‌گرفت.به موجب تعالیم پارمنیدس موجود کلی است یگانه، نامتحرک، بدون انتهای زمانی، که کاین نشده‌است و فاسد نمی‌شود، مطلقاً ساده است، از حیث زمانی و مکانی عین خود است یعنی همیشه به یک نوع باقی می‌ماند و قسمت پذیر نیست. در درون مرزهای خود بی حرکت است، در همه جای خود به نحو برابر از خود آکنده‌است و شکل کره دارد؛ بنابراین موجود کره ای است همگون که نمی‌جنبد و دگرگون نمی‌شود. به عنوان کره دارای بعد است ولی فاقد کیفیت. زنده نیست و روحی دارای خرد ندارد. نه خداست و نه دارای خصوصیات و صفات خدایی. با تفکر یگانه می‌شود ولی در این یگانگی مقدم بر تفکر است. چیزی که دارای بعد ولی فاقد اعراض است از طریق حواس دریافتنی نیست. از این رو کره وجود که در هر سو به یک اندازه گسترده شده و فاقد کیفیت است، از دید تفکر انسانی که وابسته ادراک حسی است و نمود کثرت و تغیر است، پنهان می‌ماند. جهان محسوس و هرچه چنین می‌نماید که در آن رخ می‌دهد، واقعیتی خیالی است. واقعیت حقیقی، ایستاست، در هر سو به‌طور برابر گسترش یافته‌است، فاقد کیفیت است و تنها به چشم تفکر خدایی دیده می‌شود.
اما با توجه به رابطه‌ای که او میان اندیشه و هستی تصور می‌کند، برخی آورده‌اند که از نظر پارمنیدس هستی محض هم مادّی است و هم معنوی. جنبهٔ مادّی هستی محض، فضای نامتناهی، و جنبهٔ معنوی آن، اندیشه‌است.
متافیزیک پارمنیدس بغرنج‌تر از آن بود که مورد پذیرش کثیری از فلاسفه قرار گیرد؛ از این رو رد کردن آرای او به مشغولیت اصلی فلسفه‌های پیش از سقراط تبدیل شد.

### جهان‌شناسی
او به‌طور خلاصه جهان را داری سه وصف می‌دانست: ثبات و دگرگونی ناپذیری، بی‌حرکتی و وحدت.
زنون الئایی شاگرد او در تأیید نظراتش تلاش‌هایی کرد و به خاطر مطرح کردن پارادوکس‌های زنون مشهورتر از استادش شد.

## در باب طبیعت
تنها اثر پارمنیدس، که به‌صورت قطعاتی باقی مانده‌است، شعری است در قالب هگزامتر داکتیلیک (طرحی ریتمیک است که اغلب در شعر یونان باستان و لاتین استفاده می‌شود). تقریباً ۱۶۰ بیت از مجموع اصلی که احتمالاً نزدیک به ۸۰۰ بیت بود، امروزه باقی مانده‌است. این شعر در ابتدا به سه بخش تقسیم می‌شد: یک مقدمه شعر که حاوی روایتی تمثیلی است، و هدف کار را توضیح می‌دهد، بخش اول به‌نام «راه حقیقت» و بخش دوم معروف به «راه ظهور». علی‌رغم پراکندگی شعر، طرح کلی و بخش اول، «راه حقیقت» توسط محققان مدرن مشخص شده‌است. متأسفانه قسمت دوم «طریق نظر» که قرار بوده بسیار طولانی‌تر از قسمت اول باشد، تنها در قطعات کوچک و نقل‌های منثور باقی مانده‌است.